# Hladov
Hladov (en allemand : Hungerleiden) est une commune du district de Jihlava, dans la région de Vysočina, en République tchèque. Sa population s'élevait à 175 habitants en 2024.

## Géographie
Hladov se trouve à 12 km à l'est-nord-est de Telč, à 21 km au sud-sud-est de Jihlava et à 128 km au sud-est de Prague.
La commune est limitée par Dlouhá Brtnice au nord, par Opatov à l'est, par Sedlatice au sud, et par Stará Říše à l'ouest.

## Histoire
La première mention écrite de la localité date de 1257.

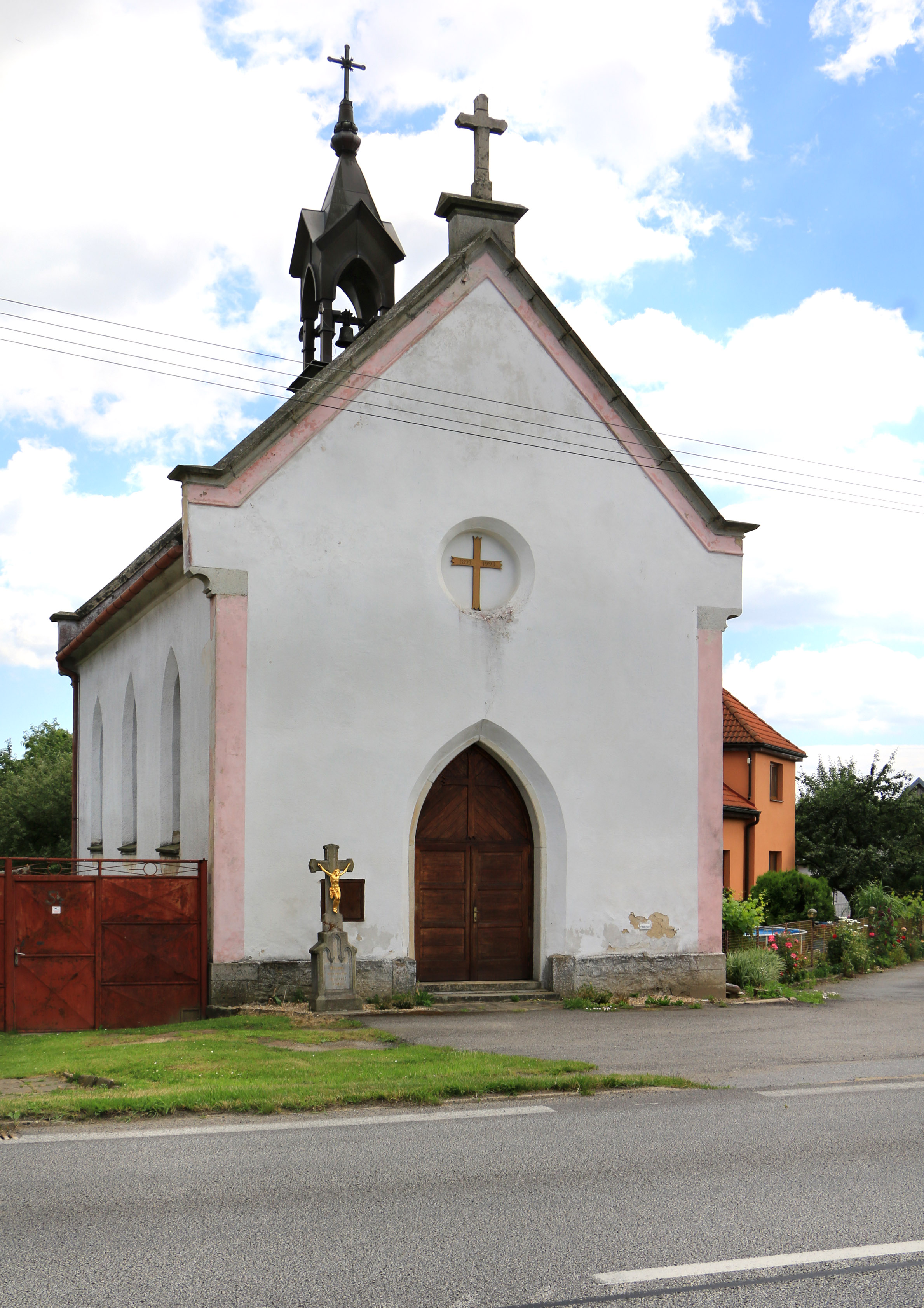
Chapelle à Hladov.
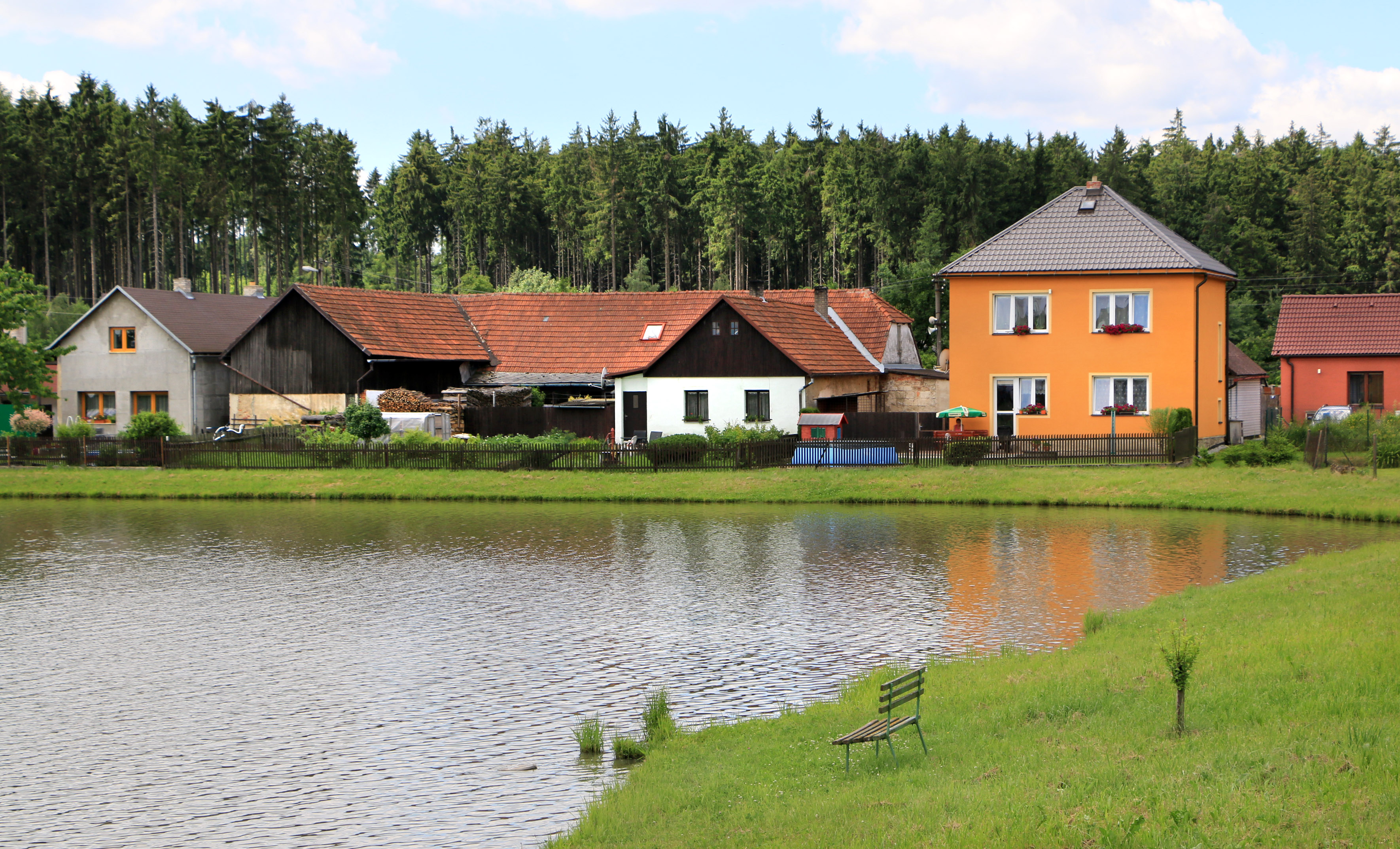
Étang à Hladov.
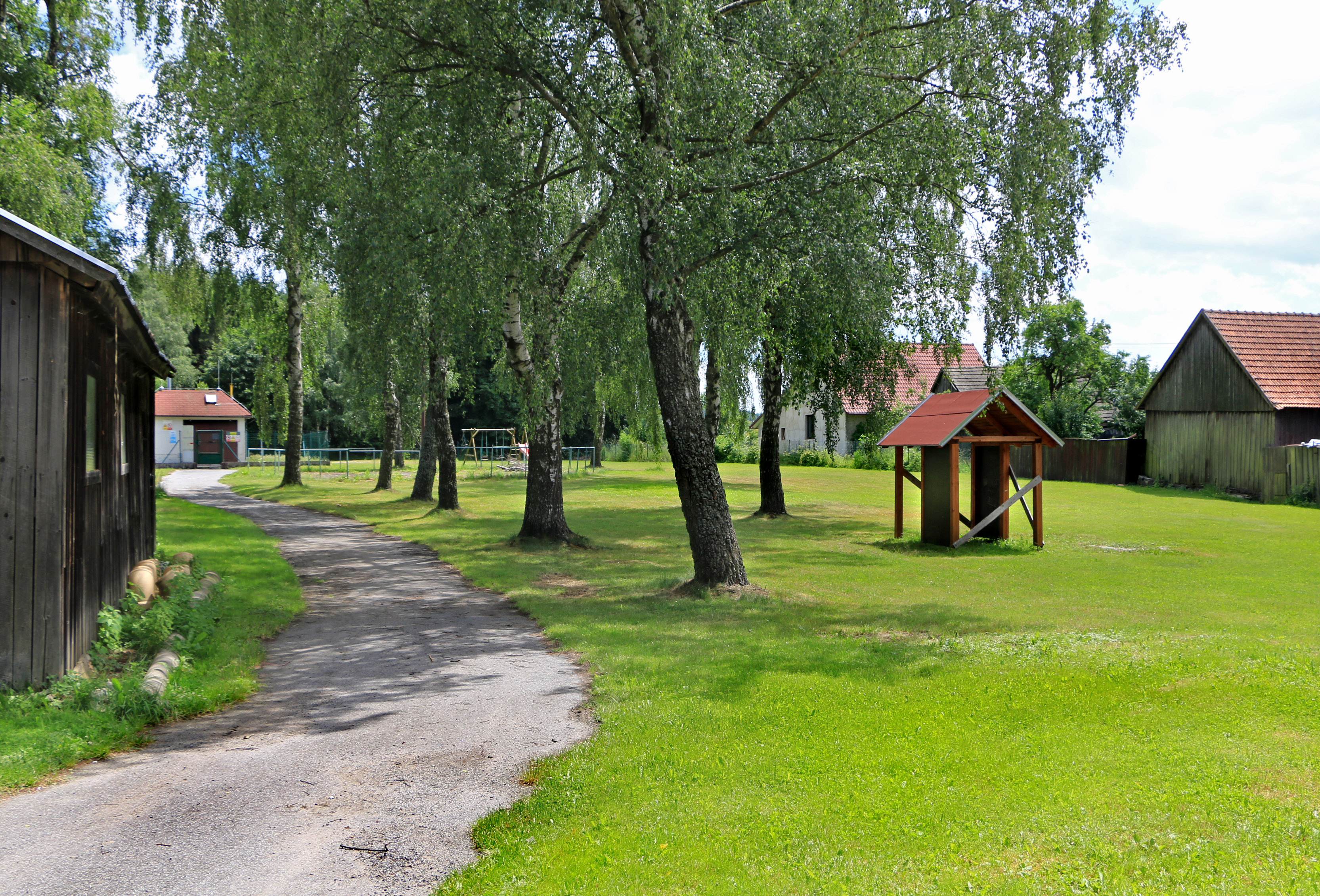
Aire de jeux.

## Transports
Par la route, Hladov se trouve à 16,5 km de Telč, à 21,5 km de Jihlava et à 153 km de Prague.